# It's a Mad, Mad, Mad, Mad World
It’s a Mad, Mad, Mad, Mad World is een Amerikaanse filmkomedie uit 1963 onder regie van Stanley Kramer.

## Verhaal
De dief Smiler Grogan is juist vrijgelaten uit de gevangenis. Hij wil de buit van een overval ophalen. Onderweg heeft hij een zwaar auto-ongeluk op een snelweg in Californië. Voor zijn overlijden vertelt hij enkele automobilisten dat hij het geld heeft begraven in het park van Santa Rosita. Er volgt een wedloop tegen de klok om die plek te bereiken.

## Rolverdeling
| Acteur                | Personage                   | Opmerking                                     |
| --------------------- | --------------------------- | --------------------------------------------- |
| Jimmy Durante         | Smiler Grogan               | crimineel                                     |
| Sid Caesar            | Melville Crump              | tandartsechtpaar op tweede huwelijksreis      |
| Edie Adams            | Monica Crump                | tandartsechtpaar op tweede huwelijksreis      |
| Jonathan Winters      | Lennie Pike                 | verhuizer                                     |
| Mickey Rooney         | Ding Bell                   | vrienden op weg naar Las Vegas                |
| Buddy Hackett         | Benjy Benjamin              | vrienden op weg naar Las Vegas                |
| Milton Berle          | J. Russell Finch            | zakenman, met zijn vrouw en zijn schoonmoeder |
| Dorothy Provine       | Emmeline Marcus-Finch       | zakenman, met zijn vrouw en zijn schoonmoeder |
| Ethel Merman          | Mevrouw Marcus              | zakenman, met zijn vrouw en zijn schoonmoeder |
| Dick Shawn            | Sylvester Marcus            | zoon van mevrouw Marcus en zijn vriendin      |
| Barrie Chase          | Vriendin van Sylvester      | zoon van mevrouw Marcus en zijn vriendin      |
| Spencer Tracy         | T.G. Culpepper              | detective, met vrouw en dochter               |
| Selma Diamond         | Ginger Culpepper            | detective, met vrouw en dochter               |
| Louise Glenn          | Billie Sue Culpepper        | detective, met vrouw en dochter               |
| Phil Silvers          | Otto Meyer                  |                                               |
| Terry-Thomas          | J. Algernon Hawthorne       |                                               |
| Eddie Anderson        | Taxichauffeur               |                                               |
| Jim Backus            | Tyler Fitzgerald            |                                               |
| Ben Blue              | Piloot van de tweedekker    |                                               |
| Joe E. Brown          | Vakbondsafgevaardigde       |                                               |
| Alan Carney           | Brigadier                   |                                               |
| Chick Chandler        | Politieagent                |                                               |
| Lloyd Corrigan        | Burgemeester                |                                               |
| William Demarest      | Commissaris Aloysius        |                                               |
| Andy Devine           | Sheriff                     |                                               |
| Peter Falk            | Taxichauffeur               |                                               |
| Norman Fell           | Detective                   |                                               |
| Paul Ford             | Kolonel Wilburforce         |                                               |
| Stan Freberg          | Hulpsheriff                 |                                               |
| Leo Gorcey            | Taxichauffeur               |                                               |
| Sterling Holloway     | Brandweercommandant         |                                               |
| Marvin Kaplan         | Irwin                       |                                               |
| Edward Everett Horton | Mijnheer Dinckler           |                                               |
| Buster Keaton         | Jimmy                       |                                               |
| Don Knotts            | Zenuwachtige automobilist   |                                               |
| Charles Lane          | Directeur van de luchthaven |                                               |
| Mike Mazurki          | Mijnwerker                  |                                               |
| Charles McGraw        | Luitenant Matthews          |                                               |
| Cliff Norton          | Verslaggever                |                                               |
| Zasu Pitts            | Telefoniste                 |                                               |
| Carl Reiner           | Luchtverkeersleider         |                                               |
| Madlyn Rhue           | Juffrouw Schwartz           |                                               |
| Roy Roberts           | Politieagent                |                                               |
| Arnold Stang          | Ray                         |                                               |
| Nick Stewart          | Vrachtwagenchauffeur        |                                               |
| The Three Stooges     | Brandweerlieden             |                                               |
| Sammee Tong           | Wasbaas                     |                                               |
| Jesse White           | Luchtverkeersleider         |                                               |

## Prijzen en nominaties
| Jaar | Prijs         | Categorie                       | Genomineerde(n)                                   | Uitslag     |
| ---- | ------------- | ------------------------------- | ------------------------------------------------- | ----------- |
| 1963 | Oscars        | Beste geluidsmontage            | Walter Elliott                                    | Gewonnen    |
| 1963 | Oscars        | Beste camerawerk                | Ernest Laszlo                                     | Genomineerd |
| 1963 | Oscars        | Beste montage                   | Gene Fowler jr. Robert C. Jones Frederic Knudtson | Genomineerd |
| 1963 | Oscars        | Beste geluid                    | Gordon E. Sawyer                                  | Genomineerd |
| 1963 | Oscars        | Beste oorspronkelijke muziek    | Ernest Gold                                       | Genomineerd |
| 1963 | Oscars        | Beste oorspronkelijke nummer    | Ernest Gold Mack David                            | Genomineerd |
| 1963 | Golden Globes | Beste filmkomedie               | Stanley Kramer                                    | Genomineerd |
| 1963 | Golden Globes | Beste acteur in een filmkomedie | Jonathan Winters                                  | Genomineerd |